# قصر الشعب (غينيا)

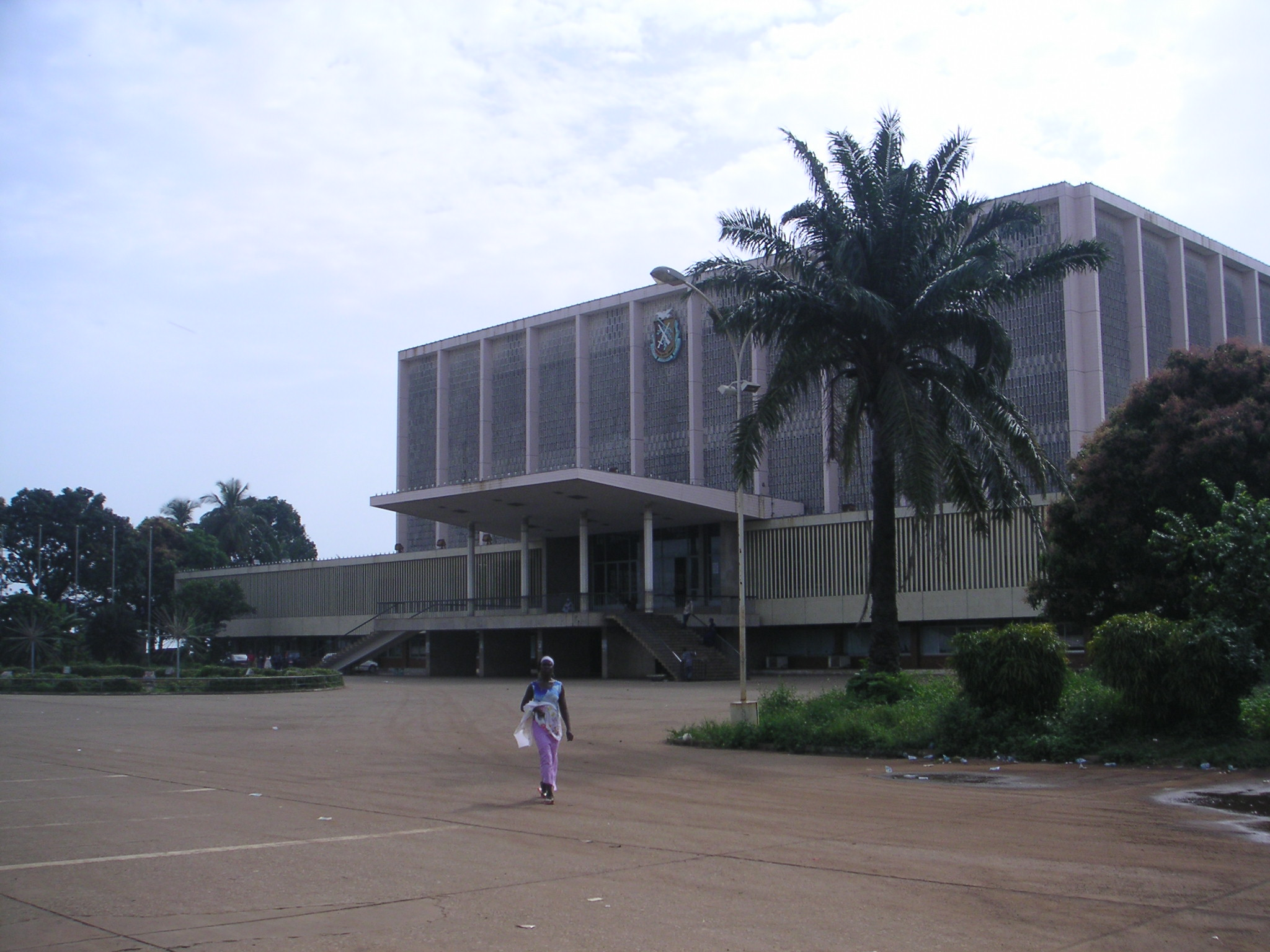
قصر الشعب في كوناكري

قصر الشعب (بالفرنسية: Palais du Peuple)‏ هو مكان للأحداث الهامة في كوناكري، غينيا. في عام 2008، خضع المبنى لتجديدات جدية قبل الاحتفالات بالذكرى الخمسين لاستقلال غينيا.